# Linares de Mora
Linares de Mora is een gemeente in de Spaanse provincie Teruel in de regio Aragón met een oppervlakte van 116,28 km². Linares de Mora telt 267 inwoners (1 januari 2016).